# 竹内章郎
竹内 章郎（たけうち あきろう、1954年 - ）は、日本の哲学者、岐阜大学教授。専門は社会哲学、生命倫理、障害者論。日本哲学会理事。

## 人物・経歴
神戸市生まれ。岐阜県立岐阜高等学校卒業、1978年一橋大学社会学部卒業。1989年同大学院社会学研究科博士課程単位修得退学。指導教官は岩崎允胤。1989年岐阜大学教養部講師、92年助教授、96年同地域科学部教授、社会福祉法人いぶき福祉会理事。2012年唯物論研究協会委員長。2015年日本哲学会評議員、2017年同理事兼評議員。

## 著書

### 単著
- 『「弱者」の哲学』大月書店 科学全書 1993
- 『現代平等論ガイド』青木書店 シリーズ現代批判の哲学 1999
- 『平等論哲学への道程』青木書店 2001
- 『いのちの平等論　―現代の優生思想に抗して―』岩波書店 2005
- 『新自由主義の嘘』岩波書店 双書哲学塾 2007
- 『平等の哲学　―新しい福祉思想の扉をひらく』大月書店 2010

### 共編著
- 『平等主義が福祉をすくう 脱〈自己責任=格差社会〉の理論』中西新太郎、後藤道夫、小池直人、吉崎祥司共著 青木書店 2005
- 『格差社会とたたかう 〈努力・チャンス・自立〉論批判』後藤道夫、吉崎祥司、中西新太郎、渡辺憲正共著 青木書店 現代のテキスト 2007
- 『哲学する〈父(わたし)〉たちの語らいダウン症・自閉症の〈娘(あなた)〉との暮らし』藤谷秀共著 生活思想社 2013
- 『なぜ、市場化に違和感をいだくのか？　市場の「内」と「外」のせめぎ合い』高橋弦共編著 晃洋書房 2014
- 『社会権　人権を実現するもの』吉崎祥司共著 大月書店 2017

## 論文
- Cinii

## 注
1. 1 2  『平等の哲学』著者紹介
2. ↑  「昭和57年度 学位授与・単位修得論文一覧」一橋大学
3. ↑  岐阜大学
4. ↑  「学会案内」唯物論研究協会
5. ↑  日本哲学会
6. ↑  日本哲学会